# 西辽河站
西辽河站是位于内蒙古自治区通辽市辽河乡的一个铁路车站，邮政编码28022。车站建于1966年，有通让铁路经过该站，现仅办理货运，不办理客运业务，车站及其上下行区间均未电气化。车站距离通辽站24公里，隶属沈阳铁路局，是四等站。